# 1144 dans les croisades
Cette page regroupe les évènements concernant les Croisades qui sont survenus en 1144 : 
- 9 janvier : Le pape Célestin II fulmine la bulle papale Milites Templi qui demande aux fidèles d'aider l'Ordre du Temple[1].
- 28 novembre : Zengi met le siège devant Édesse[2].
- 23 décembre : prise d'Édesse par Zengi[3].